# Orny (Moselle)
Pour les articles homonymes, voir Orny.
Orny est une commune française située dans le département de la Moselle, en Lorraine, dans la région administrative Grand Est.

## Géographie

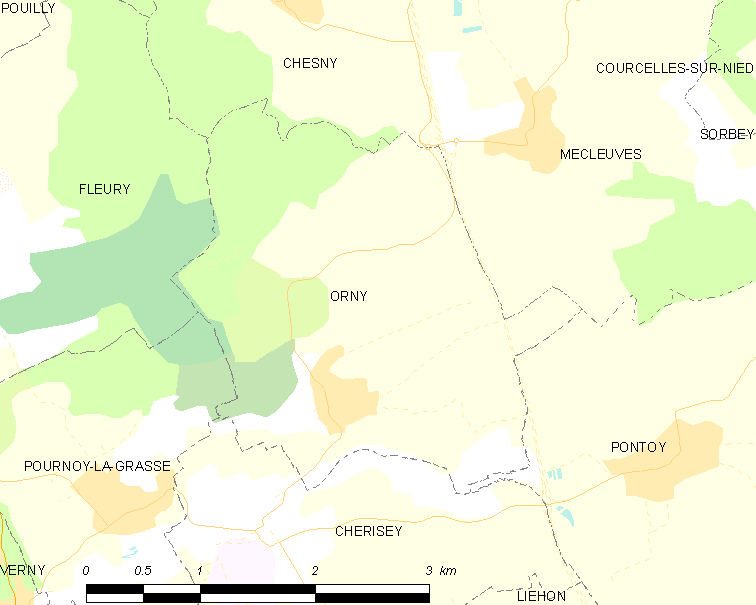
Carte de la commune.

### Communes limitrophes
| Fleury            | Chesny   | Mécleuves |
|                   | Orny     |           |
| Pournoy-la-Grasse | Cherisey | Pontoy    |

### Hydrographie
La commune est située dans le bassin versant du Rhin au sein du bassin Rhin-Meuse. Elle est drainée par le ruisseau de Cherisey, le ruisseau Saint-Pierre et le ru des Paux.
Le ruisseau de Cherisey, d'une longueur totale de 10,7 km, prend sa source dans la commune de Pontoy et se jette  dans le ruisseau de Verny  à Pommérieux, après avoir traversé six communes.
Le ruisseau Saint-Pierre, d'une longueur totale de 12,7 km, prend sa source dans la commune  et se jette  dans la Seille à Metz, après avoir traversé quatre communes.

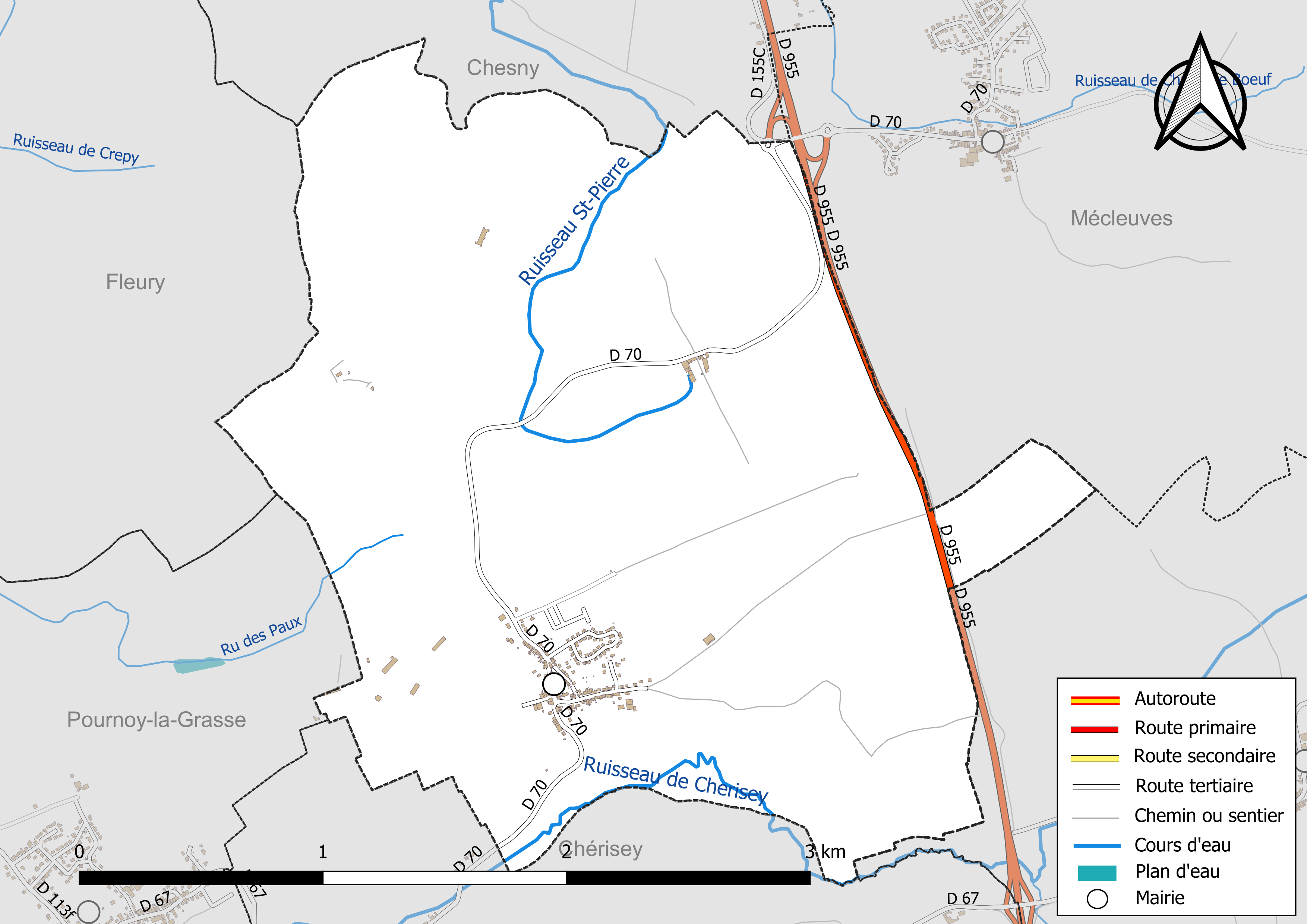
Réseaux hydrographique et routier d'Orny.

La qualité des eaux des principaux cours d’eau de la commune, notamment du ruisseau de Cherisey et du ruisseau Saint-Pierre, peut être consultée sur un site spécial géré par les agences de l’eau et l’Agence française pour la biodiversité.

### Climat
Pour des articles plus généraux, voir Climat du Grand Est et Climat de la Moselle.
En 2010, le climat de la commune est de type climat océanique dégradé des plaines du Centre et du Nord, selon une étude du Centre national de la recherche scientifique s'appuyant sur une série de données couvrant la période 1971-2000. En 2020, Météo-France publie une typologie des climats de la France métropolitaine dans laquelle la commune est exposée à un climat semi-continental et est dans la région climatique  Lorraine, plateau de Langres, Morvan, caractérisée par un hiver rude (1,5 °C), des vents modérés et des brouillards fréquents en automne et hiver. 
Pour la période 1971-2000, la température annuelle moyenne est de 9,6 °C, avec une amplitude thermique annuelle de 16,8 °C. Le cumul annuel moyen de précipitations est de 772 mm, avec 11,9 jours de précipitations en janvier et 9,2 jours en juillet. Pour la période 1991-2020, la température moyenne annuelle observée sur la station météorologique de Météo-France la plus proche, « M.n.l. », sur la commune de Goin à 4 km à vol d'oiseau, est de 10,7 °C et le cumul annuel moyen de précipitations est de 678,8 mm. 
La température maximale relevée sur cette station est de 39,5 °C, atteinte le 24 juillet 2019 ; la température minimale est de −16,3 °C, atteinte le 2 janvier 1997,,. 
Les paramètres climatiques de la commune ont été estimés pour le milieu du siècle (2041-2070) selon différents scénarios d'émission de gaz à effet de serre à partir des nouvelles projections climatiques de référence DRIAS-2020. Ils sont consultables sur un site spécial publié par Météo-France en novembre 2022.

## Urbanisme

### Typologie
Au 1er janvier 2024, Orny est catégorisée commune rurale à habitat dispersé, selon la nouvelle grille communale de densité à sept niveaux définie par l'Insee en 2022.
Elle est située hors unité urbaine. Par ailleurs la commune fait partie de l'aire d'attraction de Metz, dont elle est une commune de la couronne,. Cette aire, qui regroupe 245 communes, est catégorisée dans les aires de 200 000 à moins de 700 000 habitants,.

### Occupation des sols
L'occupation des sols de la commune, telle qu'elle ressort de la base de données européenne d’occupation biophysique des sols Corine Land Cover (CLC), est marquée par l'importance des territoires agricoles (69,5 % en 2018), en augmentation par rapport à 1990 (67,7 %). La répartition détaillée en 2018 est la suivante : 
terres arables (62,4 %), forêts (21,3 %), prairies (7,1 %), milieux à végétation arbustive et/ou herbacée (5,5 %), zones urbanisées (3,7 %). L'évolution de l’occupation des sols de la commune et de ses infrastructures peut être observée sur les différentes représentations cartographiques du territoire : la carte de Cassini (XVIIIe siècle), la carte d'état-major (1820-1866) et les cartes ou photos aériennes de l'IGN pour la période actuelle (1950 à aujourd'hui).

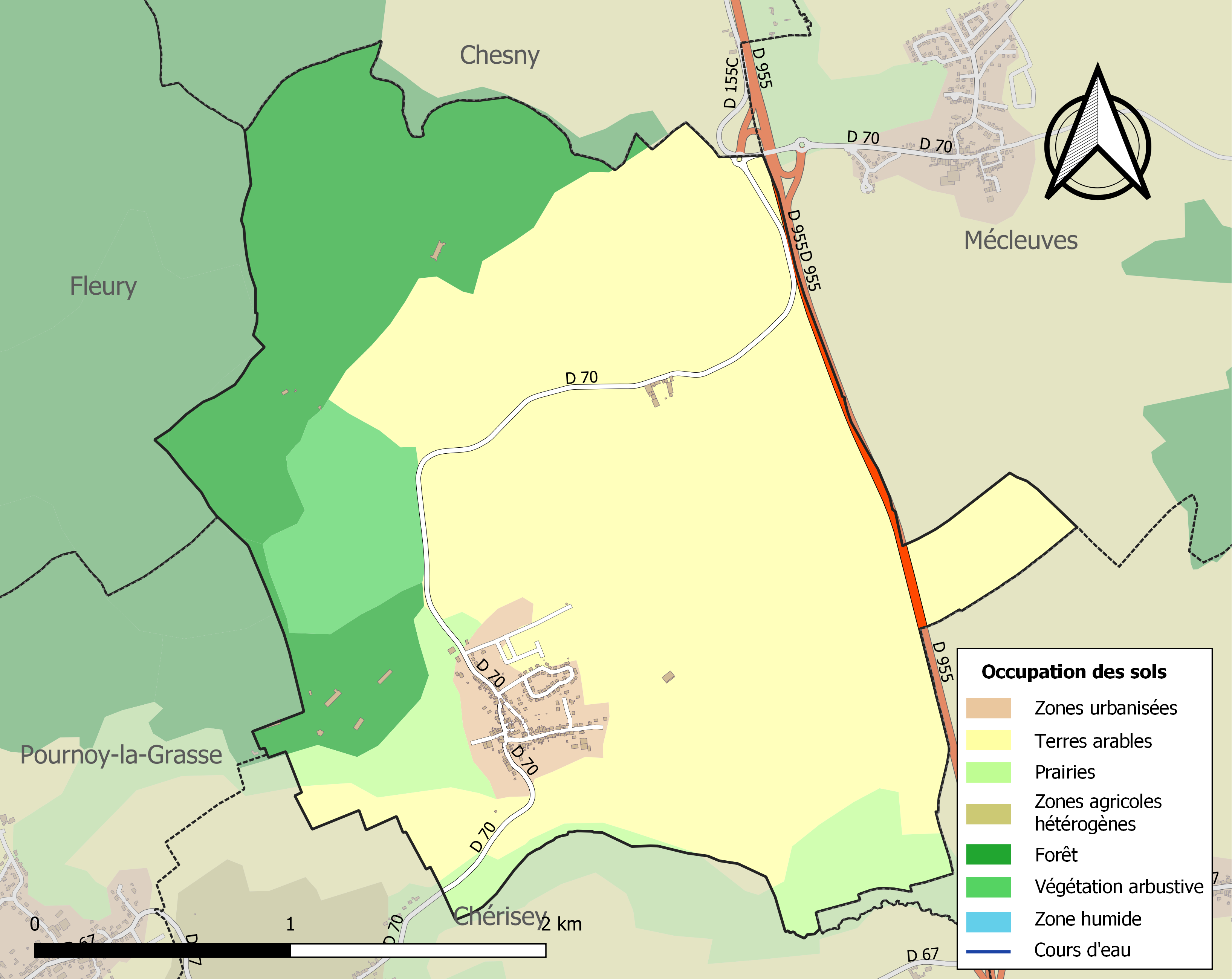
Carte des infrastructures et de l'occupation des sols de la commune en 2018 (CLC).

## Toponymie
Ornei (1128) ; Ourney (1252) ; Ourgney (1320) ; Orgney (1404) ; Orgny (1448) ; Orney (1493) ; Orni (1544). En lorrain : Ourni.

## Histoire
- Dépendait de l'ancienne province des Trois-Évêchés : pays messin, bailliage de Metz, district du Saulnois.
- Possession du chapitre de la cathédrale de Metz.
- De 1790 à 2015, Orny était une commune de l'ex canton de Verny.

## Politique et administration
| Période   | Période   | Identité           | Étiquette | Qualité |
| --------- | --------- | ------------------ | --------- | ------- |
|           |           |                    |           |         |
| mars 1983 | mars 1995 | Henri Mondenschein |           |         |
| mars 1995 | En cours  | Jacques Bouches    |           |         |

## Démographie
L'évolution du nombre d'habitants est connue à travers les recensements de la population effectués dans la commune depuis 1793. Pour les communes de moins de 10 000 habitants, une enquête de recensement portant sur toute la population est réalisée tous les cinq ans, les populations de référence des années intermédiaires étant quant à elles estimées par interpolation ou extrapolation. Pour la commune, le premier recensement exhaustif entrant dans le cadre du nouveau dispositif a été réalisé en 2007.

En 2022, la commune comptait 418 habitants, en évolution de +14,52 % par rapport à 2016 (Moselle : +0,52 %, France hors Mayotte : +2,11 %).
| 1793 | 1800 | 1806 | 1821 | 1836 | 1841 | 1861 | 1866 | 1871 |
| ---- | ---- | ---- | ---- | ---- | ---- | ---- | ---- | ---- |
| 241  | 297  | 342  | 322  | 345  | 297  | 338  | 362  | 333  |

| 1875 | 1880 | 1885 | 1890 | 1895 | 1900 | 1905 | 1910 | 1921 |
| ---- | ---- | ---- | ---- | ---- | ---- | ---- | ---- | ---- |
| 330  | 300  | 274  | 243  | 261  | 261  | 270  | 430  | 203  |

| 1926 | 1931 | 1936 | 1946 | 1954 | 1962 | 1968 | 1975 | 1982 |
| ---- | ---- | ---- | ---- | ---- | ---- | ---- | ---- | ---- |
| 222  | 220  | 223  | 169  | 167  | 202  | 185  | 203  | 240  |

| 1990 | 1999 | 2006 | 2007 | 2012 | 2017 | 2022 | - | - |
| ---- | ---- | ---- | ---- | ---- | ---- | ---- | - | - |
| 250  | 226  | 332  | 347  | 367  | 358  | 418  | - | - |

## Culture et patrimoine

### Lieux et monuments
- Passage d'une voie romaine.
- Église Saint-Denis néo-romane, XIXe siècle.
- Feste Prinz Regent Luitpold, ouvrage militaire de la seconde ceinture fortifiée de Metz.

### Manifestations et festivités
En février, le deuxième week end, se tient le festival "Le février des Theâtres" ayant pour but de promouvoir le théâtre en milieu rural. une programmation est disponible sur le site du foyer rural d'Orny ou sur le sitte du FDT.
Chaque printemps a lieu une marche ou circuit VTT dans les bois d'Orny et les environs.
En juin, une fête de l'été est organisée pour rassembler les habitants.
D'autres manifestations se tiennent comme la fête des voisins ou des vides dressing mais les dates ne sont pas fixes d'une année à l'autre. 

### Dans la littérature
Orny est citée dans le poème d’Aragon, Le Conscrit des cent villages, écrit comme acte de résistance intellectuelle de manière clandestine au printemps 1943, pendant la Seconde Guerre mondiale.

### Héraldique
| Blason de Orny | Blason  | Chevronné d'or et d'azur, au dragon d'argent brochant. |
| Blason de Orny | Détails | Armes du Saulnois, partie du Pays Messin dont dépendait Orny. Le dragon (Graouilly) rappelle que l'abbaye de Saint-Clément possédait la seigneurie de Pierrejeux. Le statut officiel du blason reste à déterminer. |